# استوارت لافرتی
استوارت لافرتی (به انگلیسی: Stuart Lafferty) (زاده ۱ اکتبر ۱۹۸۷ ) بازیگرآمریکایی است.
از فیلم‌های معروف او می‌توان به بازی در فیلم مجازات مرگ اشاره کرد.